# Styx River (vattendrag i Australien, Queensland, lat -19,25, long 143,93)
Styx River är ett vattendrag i Australien. Det ligger i delstaten Queensland, omkring 1 300 kilometer nordväst om delstatshuvudstaden Brisbane.
Omgivningarna runt Styx River är huvudsakligen savann. Trakten runt Styx River är nära nog obefolkad, med mindre än två invånare per kvadratkilometer. Genomsnittlig årsnederbörd är 831 millimeter. Den regnigaste månaden är januari, med i genomsnitt 239 mm nederbörd, och den torraste är augusti, med 5 mm nederbörd.